# Sh2-5
Sh2-5 est une nébuleuse d'hydrogène ionisé rapporté dans le Sharpless Catalog. Elle fait partie de la constellation du Scorpion. Sh2-5 est un objet stellaire controversé.
Sa taille, considérable, est indiquée comme égale à 100 minutes d'arc. Le catalogue Sharpless fournit les coordonnées d'ascension droite 17h 13m 12s et de déclinaison -38° 21′ 00″, mais de nombreuses études ultérieures visant à retracer cet objet n'ont pas été en mesure de le localiser aux coordonnées données et est donc qualifié de "non identifié". Il est à noter qu'à près de 1° de la position indiquée par Sharpless se trouve un système nébuleux dit Gum 59b (ou RCW 123), dont les dimensions sont d'environ 75 minutes d'arc. Il est possible qu'il s'agisse du même objet.
Une théorie semble être en mesure d'expliquer l'écart de coordonnées pour cet objet, ainsi que d'autres objets du catalogue Sharpless situés dans l'hémisphère sud (notamment Sh2-14), qui est basée sur le fait que Stewart Sharpless avait l'habitude de déterminer l'emplacement des étoiles proches de ses nébuleuses avec des coordonnées bien définies; en particulier, les étoiles du catalogue Bonner Durchmusterung (BD) ont été utilisées pour l'hémisphère nord et les étoiles du catalogue Cordoba Durchmusterung (CD) pour l'hémisphère sud, en référant les mesures de coordonnées à la date de 1855 et en calculant ainsi le déplacement sur la base de la précession. Or, si cette date est plus ou moins correcte pour les étoiles du premier catalogue, elle ne l'est pas autant pour les étoiles du second, dont les coordonnées auraient été relevées plusieurs décennies plus tard. D'où l'écart, parfois assez marqué.